# وليام جي غريغوري
وليام جي غريغوري (بالإنجليزية: William G. Gregory)‏ (و. 1957 – م) هو ضابط، ورائد فضاء من الولايات المتحدة الأمريكية . ولد في مدينة نيويورك .

## ريادة الفضاء
شارك في المهمات الفضائية:
- STS-67.[2]

## التعليم
تعلم في U.S. Air Force Test Pilot School، وColumbia School of Engineering and Applied Science، وأكاديمية سلاح الجو الأمريكي

## الخدمة العسكرية
خدم في القوات الجوية الأمريكية.